# Character
Character je sedmi studijski album švedskog melodičnog death metal sastava Dark Tranquillity, objavljen 24. siječnja 2005. godine.

## O albumu
Singl "Lost to Apathy" prethodno se pojavio na istoimenom EP-u u studenom 2004. Character je žešći od prethodnog albuma Damage Done, s agresivnijim i bržim pjesmama. Kao što je bio slučaj na prethodnom albumu, Mikael Stanne služi se death growlom. Za pjesme "The New Build" i "Lost to Apathy" snimljeni su spotovi.

## Popis pjesama
Tekstovi: Mikael Stanne. 
| 1.    | »The New Build«          | Martin Henriksson, Michael Nicklasson, Anders Jivarp | 4:08 |
| 2.    | »Through Smudged Lenses« | Henriksson, Niklas Sundin                            | 4:13 |
| 3.    | »Out of Nothing«         | Henriksson, Nicklasson, Jivarp                       | 3:54 |
| 4.    | »The Endless Feed«       | Jivarp, Martin Brändström                            | 4:45 |
| 5.    | »Lost to Apathy«         | Henriksson                                           | 4:38 |
| 6.    | »Mind Matters«           | Henriksson, Sundin, Jivarp                           | 3:31 |
| 7.    | »One Thought«            | Henriksson, Jivarp                                   | 4:09 |
| 8.    | »Dry Run«                | Sundin, Nicklasson, Jivarp                           | 4:08 |
| 9.    | »Am I I?«                | Henriksson, Sundin, Jivarp, Brändström               | 4:31 |
| 10.   | »Senses Tied«            | Henriksson                                           | 4:04 |
| 11.   | »My Negation«            | Henriksson, Nicklasson, Jivarp                       | 6:30 |
| 48:31 |                          |                                                      |      |

| Bonusovi pjesme na japonskom izdanju | Bonusovi pjesme na japonskom izdanju  | Bonusovi pjesme na japonskom izdanju | Bonusovi pjesme na japonskom izdanju | Bonusovi pjesme na japonskom izdanju | Bonusovi pjesme na japonskom izdanju | Bonusovi pjesme na japonskom izdanju | Bonusovi pjesme na japonskom izdanju | Bonusovi pjesme na japonskom izdanju | Bonusovi pjesme na japonskom izdanju |
| Br.                                  | Skladba                               | Trajanje                             |                                      |                                      |                                      |                                      |                                      |                                      |                                      |
| ------------------------------------ | ------------------------------------- | ------------------------------------ | ------------------------------------ | ------------------------------------ | ------------------------------------ | ------------------------------------ | ------------------------------------ | ------------------------------------ | ------------------------------------ |
| 12.                                  | »Derivation TNB«                      | 3:25                                 |                                      |                                      |                                      |                                      |                                      |                                      |                                      |
| 13.                                  | »The Endless Feed« (Chaos Seed Remix) | 3:56                                 |                                      |                                      |                                      |                                      |                                      |                                      |                                      |
| 55:52                                |                                       |                                      |                                      |                                      |                                      |                                      |                                      |                                      |                                      |

| Bonusovi pjesme na Digipak izdanju | Bonusovi pjesme na Digipak izdanju                 | Bonusovi pjesme na Digipak izdanju | Bonusovi pjesme na Digipak izdanju | Bonusovi pjesme na Digipak izdanju | Bonusovi pjesme na Digipak izdanju | Bonusovi pjesme na Digipak izdanju | Bonusovi pjesme na Digipak izdanju | Bonusovi pjesme na Digipak izdanju | Bonusovi pjesme na Digipak izdanju |
| Br.                                | Skladba                                            | Trajanje                           |                                    |                                    |                                    |                                    |                                    |                                    |                                    |
| ---------------------------------- | -------------------------------------------------- | ---------------------------------- | ---------------------------------- | ---------------------------------- | ---------------------------------- | ---------------------------------- | ---------------------------------- | ---------------------------------- | ---------------------------------- |
| 1.                                 | »Lost to Apathy« (glazbeni video)                  | 4:01                               |                                    |                                    |                                    |                                    |                                    |                                    |                                    |
| 2.                                 | »Damage Done« (uživo u Južnoj Koreji)              | 3:41                               |                                    |                                    |                                    |                                    |                                    |                                    |                                    |
| 3.                                 | »The Wonders at Your Feet« (uživo u Južnoj Koreji) | 3:05                               |                                    |                                    |                                    |                                    |                                    |                                    |                                    |
| 4.                                 | »Final Resistance« (uživo u Južnoj Koreji)         | 3:11                               |                                    |                                    |                                    |                                    |                                    |                                    |                                    |
| 5.                                 | »The Treason Wall« (uživo u Južnoj Koreji)         | 3:43                               |                                    |                                    |                                    |                                    |                                    |                                    |                                    |
| 17:31                              |                                                    |                                    |                                    |                                    |                                    |                                    |                                    |                                    |                                    |

## Zasluge
| Dark Tranquillity - Mikael Stanne – vokali - Martin Henriksson – gitara - Niklas Sundin – gitara - Michael Nicklasson – bas-gitara - Anders Jivarp – bubnjevi - Martin Brändström – elektronika | Ostalo osoblje - Fredrik Nordström – mix - Peter In de Betou – mastering - Cabin Fever Media – dizajn - Diana van Tankeren – slike (uživo) |